# 모토로라 모토 G
모토로라 모토 G (Motorola Moto G)는 모토로라 모빌리티에서 제조/판매하는 안드로이드 스마트폰으로, 모토로라 모토 X의 보급형 기종이다.
2013년 11월 13일 출시하였으며, 출고가는 8 GB가 179 $, 16 GB가 199 $이다.

## 연혁
- 2013년 11월 13일 : 제품 출시[2]
- 2014년 1월 14일 : '모토 G 구글 에디션' 제품 출시[3]
- 2014년 5월 14일 : 마이크로 SD와 LTE를 지원하는 '모토 G LTE' 제품 출시

## 디자인
모토로라 모토 X와 마찬가지로 배터리 일체형 몸체구조를 적용하였으나, 배터리커버는 분리되어 여러 가지 색상의 커버와 '모토로라 플립 셸'을 적용할 수 있다. 커버내부에 USIM을 삽입할 수 있으나 마이크로 SD 카드는 지원하지 않는다.

## 운영 체제 / 소프트웨어

### 안드로이드 4.3 젤리빈
안드로이드 OS 4.3 젤리빈을 탑재하여 출시했다.

### 안드로이드 4.4 킷캣
2013년 12월 19일 4.4.2 킷캣으로 업그레이드되었다.

## 판매국가
브라질과 인도 등 신흥국 소비자들을 대상으로 시장을 다변화한다는 전략으로 30개국 이상의 국가에 판매된다.

## 기능

### 기타 기능

#### USB OTG
USB OTG를 지원하여 컴퓨터를 통하지 않아도 다른 기기나 스토리지와 직접 데이터 교환을 할 수 있다.

## 색상
- 블랙

## 특수 기능

### 플립 셸
모토로라 플립 셸 (Motorola Flip Shells)은 플립커버로서 커버를 열면 화면이 켜지고 닫으면 꺼지는 기능을 가지고 있으며, 수십가지 색상을 가지고있는 커버이다.

### 그립 셸
모토로라 그립 셸 (Motorola Grip Shells)은 간단한 범퍼케이스로서 가장자리에 고무로 입혀준다.

## 경쟁 기종
- 노키아 루미아 510
- 소니 엑스페리아 M
- 삼성 갤럭시 그랜드 2

## 같이 보기
- 구글
- 모토로라 모토 X